# 安德拉斯塔級潛艇
安德拉斯塔級潛艇（SMX-23  Andrasta SSK）為法國DCNS公司研發設計，於2008年9月發表的一款常規動力潛艇，目前為概念艦階段，尚無實體。然而，概念艦曾經在2006年的新加坡軍事展中首次推出。
該潛艇命名Andrasta，是引用凱爾特戰爭中，女神的名字，意思是勝利或立於不敗之地。該型艦定位為沿海作戰潛艇，所以它進行了沿海行動優化的設計；而且他的設計也是以鲉魚家族為基礎，整體上相似度達70％。該潛艇任務包括反潛、反水面戰、情報收集、特種作戰、進攻性水雷佈置，非法活動的秘密跟蹤、單艦作戰或與其他船舶集體合作行動。

## 外部連結與參考資料
- Andrasta 的介紹
- （页面存档备份，存于）
- （页面存档备份，存于）
- 安德拉斯塔級潛艇 圖像 （页面存档备份，存于）